# Ewelina Ciszewska
Ewelina Ciszewska (ur. 9 listopada 1977) – polska aktorka, mimka, lalkarka, choreografka, prorektorka Akademii Sztuk Teatralnych im. Stanisława Wyspiańskiego w Krakowie.

## Życiorys
Ewelina Ciszewska w ukończyła studia w zakresie historii sztuki na Uniwersytecie Wrocławskim oraz w 2002 studia aktorskie w Państwowej Wyższej Szkole Teatralnej im. Ludwika Solskiego w Krakowie. Tamże w 2009 doktoryzowała się w dziedzinie sztuk teatralnych oraz w 2014 habilitowała się, przedstawiwszy dzieło Kostium jako wehikuł czasu i przestrzeni. Spotkanie postaci historycznej ze współczesną jako pretekst do rozważań na temat środków scenicznych, na podstawie monodramatu „maria s”.
Od 2006 związana zawodowo z PWST w Krakowie (po zmianie nazwy Akademią Sztuk Teatralnych), prowadząc zajęcia z plastyki ruchu scenicznego. Pełniła funkcję dziekanki Wydziału Lalkarskiego we Wrocławiu AST w Krakowie(2020–2024). Prorektorka ds. Filii we Wrocławiu w kadencji 2024–2028.
Założycielka i kierowniczka TEATRU SZTUK. W 2011 zadebiutowała jako reżyserka spektaklem „Pinokio” w Teatrze Lalki i Aktora w Wałbrzychu. Współpracowała z Teatrem Formy. Pracuje także jako choreografka, mimka oraz aktorka-lalkarka.